# Leopold Godowsky (zeneszerző)
Leopold Godowsky (Žasliai, 1870. február 13. – New York, 1938. november 21.) lengyel–amerikai zeneszerző, zongoraművész és zenepedagógus volt. Korának egyik legelismertebb előadóművészeként elsősorban a zongorajáték általa kidolgozott új elméletével és technikájával vált híressé, melyet később tanítványai is hirdettek, mint például Heinrich Neuhaus. Ferruccio Busoni azt mondta, hogy ő és Godowsky voltak az egyedüliek, akik Liszt óta bármi lényegeset hozzátettek a zongorajáték irodalmához.
Zeneszerzőként Godowsky leginkább más szerzők műveinek átiratairól híres. E téren a legismertebb kompozíciói Chopin etűdjeinek átdolgozásai (53 tanulmány Chopin etűdjei nyomán, 1894–1914).

## Élete
Leopold Godowsky zsidó szülők, Anna és Maciej Godowsky gyermekeként látta meg a napvilágot a Kaunas közelében fekvő Žasliai-ban. A település akkor még az Orosz Birodalomhoz tartozott, ma már Litvánia része. Godowsky édesapja orvos volt, aki egy kolerajárvány idején elkapta a betegséget és meghalt, amikor a kisfia még csak 18 hónapos volt. Édesanyját és őt egy baráti házaspár, Louis és Minna Passinock fogadta be Vilniusban, és hamar felfedezték a kisgyermek rendkívüli muzikalitását. Maga sem tudott visszaemlékezni, mikortól kezdett zongorázni és hegedülni, másoktól úgy tudta, hogy kétéves sem volt még. Emlékei szerint soha nem volt tanára, ötéves kora után bizonyosan nem. Mindenesetre, ötéves korára már jártasságot szerzett mindkét hangszeren és komponálni is kezdett. Első szerzeménye egy menüett volt, a középső részében egy szabatos kánonnal. „Ez azért is érdekes” – mondta ő – „mert az ideig soha nem hallottam még kánont”. Elég jól sikerült darab volt: 23 évvel később egy érett kori szerzeményében is fel tudta használni.
Első hangversenyét kilencévesen adta, majd hamarosan koncertutakat tett szerte Litvániában és Kelet-Poroszországban. Nevelőapja csodagyerekként reklámozta, míg egy Feinberg nevezetű bankár – hogy elejét vegye a kihasználásának – felajánlotta, hogy finanszírozza a taníttatását a berlini Hochschule für Musik főiskolán. Ott Ernst Rudorff volt a tanára, a gyermek azonban csak három hónapot bírt ki a parancsolgatás közepette. Édesanyjával és nevelőapjával az Egyesült Államokba utaztak, ahol tizenhárom évesen koncertezni kezdett. Első hangversenyét Bostonban adta.
Az 1885–86-os amerikai időszak elején a New York Casinóban játszott, majd egy nagy turnét tett az USA északkeleti városaiban és Kanadában, Ovide Musin belga származású hegedűművésszel közösen. Egy jómódú művészetpártoló megszervezte számára, hogy Liszt Ferencnél tanuljon, mire azonban a hajója Európába ért, Liszt meghalt. Szerencséjére, Camille Saint-Saëns, aki elvesztette a gyermekeit, a mentora és atyai jó barátja lett. Főként a zeneművek értelmezéséről és más esztétikai kérdésekről beszélgetett vele. Számos hangversenyt adott Párizsban és Londonban is, de ezek a sikerek nem elégítették ki, és 1890-ben visszatért az Egyesült Államokba, ahol megkezdődött zenepedagógusi pályafutása.
Először a New York College of Music tanári karához csatlakozott. 1891. április 30-án feleségül vette gyermekkori pajtását, Frieda Saxe-ot. 1891–1893 között a philadelphiai Gilbert Raynolds Combs's Broad Street Conservatory tanára volt, majd Chicagóban telepedett le, ahol a Chicagói Konzervatóriumban tanított. Az 1890-es évek végére rendkívül ismertté vált Észak-Amerikában.
Teresa Carreño és Godowsky voltak az első zongoristák, akik a súlyok elengedésének elvét tanították, megkülönböztetésként a tisztán az izmok mozgatóerején alapuló játéktól. Igen fontos alapelv volt továbbá a kezek és ujjak mozgásának gazdaságossága.
A 19. század utolsó évtizedében jelentek meg első Chopin etűdjein alapuló tanulmányai, amelyek későbbi nagyszabású művének részévé váltak. 1897–98-ban Godowsky tovább szilárdította hírnevét azzal, hogy egy nyolc koncertből álló sorozatot adott, átfogva az egész 19. századi repertoárt.
1900. december 6-án egy különösen sikeres hangversenyt adott a berlini Beethovensaalban, amely nagyban hozzájárult elismertségéhez. Berlinbe költözött, idejét ismét megosztva a tanítás és a koncertezés között, minden évben téve egy hangversenykörutat. 1909-ben átvette Ferruccio Busoni művészképző osztályait a bécsi Zeneművészeti Akadémián (Universität für Musik und darstellende Kunst Wien), ahol 1914-ig tanított. 1912 és 1914 között több koncertet adott az Egyesült Államokban, és ott készültek első hanglemezfelvételei is.
Belgiumban töltötte a szabadságát, amikor 1914-ben kitört az I. világháború. Először Angliába utazott, majd visszatért az Egyesült Államokba, ahol New Yorkban (1914-16), Los Angelesben (1916-19) és Seattle-ben (1919-22) élt, végül visszatért New Yorkba. Az 1920-as évek nagyobb részét hangversenykörutakkal töltötte szerte a világban: Európán és az Egyesült Államokon kívül nagyszabású turnékat tett Dél-Amerikában és Kelet-Ázsiában is.
Szintén az 1920-as években sok gépzongora felvételt is készített, Duo-Art-rendszerű, Steinway gépzongorákon és az American Piano Company gondozásában is.
Sajnos azonban – miközben a karrierje a virágában volt – magánélete lassan kezdett összeomlani. Felesége, Friede 1924-ben súlyos betegségbe esett, és egészsége attól kezdve fokozatosan romlott. 1928-ban a fia, Gordon abbahagyta a tanulmányait, és feleségül vett egy vaudeville-táncosnőt, amiért is apja megtagadta őt.

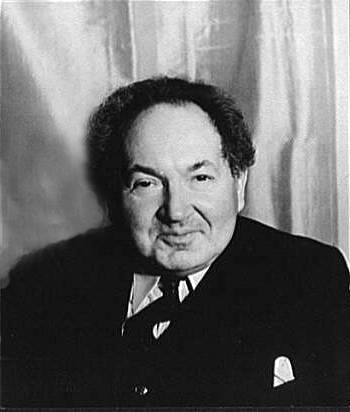
Leopold Godowsky 1935-ben, Carl Van Vechten fotóján

1929-ben a New York-i tőzsdekrach után pénzügyi helyzete is rosszabbra fordult. Az a lemezfelvétel sorozat, amelyet még 1928-ban kezdett el Londonban, illetve a nyilvános fellépések gyógyírt jelenthettek volna a gondokra, azonban mindkettőnek egy váratlan szerencsétlenség vetett véget: 1930. június 17-én egy felvétel során, röviddel Chopin E-dúr scherzójának befejezése után, a zongorista súlyos stroke-ot kapott, amely részlegesen megbénította őt. Godowsky hátralévő éveit árnyékba borította ez az esemény, mély depresszióba esett.
1932 decemberében Godowsky Gordon fia öngyilkosságot követett el, a következő évben pedig meghalt a felesége, szívinfarktus következtében. A művész ezután lányával egy másik lakásba költözött, New Yorkban. Barátainak és rajongóinak játszott még a zongorán, de soha többé nem adott nyilvános hangversenyt.
Utolsó éveiben sok erőfeszítést tett a World Synod of Music and Musicians (A Muzsika és a Muzsikosok Világzsinata) és az International Council of Music and Musicians (A Muzsika és a Muzsikusok Világtanácsa) létrehozásáért, ám egyik kezdeményezése sem járt sikerrel. 1937–38 nagy részében különféle egészségi problémákkal küszködött, és 1938. november 21-én gyomorrák következtében, 68 évesen meghalt.
Második fia, Leopold Godowsky, Jr. (1900–1983) hegedűművész és kémikus volt, a Kodachrome film egyik feltalálója (Leopold Mannessel). Az ifjabb Leopold George Gershwin húgát, Francest vette feleségül, folytatva ezzel a muzsikusi vonalat.
Lánya, Dagmar Godowsky (1896–1975), színésznő lett. Az 1920-as években különböző hollywoodi némafilmek vezető szerepeiben tűnt fel, némelyikben Rudolph Valentinóval. Népszerű előkelőség volt, és írt egy humoros önéletrajzot, First Person Plural címmel (Többes szám első személy, New York, 1958).

## Művei

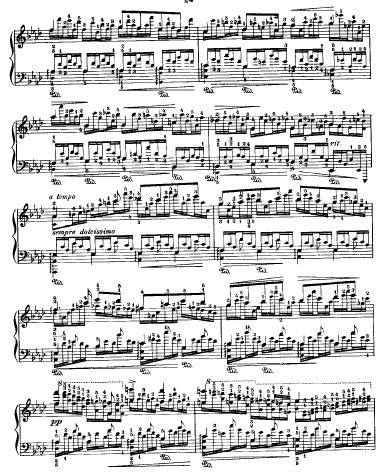
Egy oldal Godowsky igen nehéz Chopin-tanulmány sorozatából (az opus 25. no. 1 etűd átiratából)

Zeneszerzőként Godowsky leginkább más szerzők zongoradarabjainak átiratairól ismert, melyeket szellemes ellenpontozó ötletekkel és dús kromatikus harmóniákkal gazdagított. E műfajban a leghíresebb műve az 53 tanulmány Chopin etűdjei nyomán (1894–1914), amelyben az egyébként is próbára tevő etűdöket variálja különböző módokon: ellen-dallamok alkalmazásával, a technikailag nehéz futamok jobb kézről a bal kézre való áttételével, átírva az egész darabot bal kézre, vagy éppen egymásba szőve két etűdöt, a bal kézzel játszva az egyiket, a jobb kézzel a másikat.
Ezek a darabok a zongorára valaha írt legnehezebbek közé tartoznak, és csak igen kevés zongorista vállalkozik az előadásukra. Közéjük tartozik Marc-André Hamelin, aki a teljes sorozatot lemezre vette, számos előkelő díjat begyűjtve ezzel. Francesco Libetta az egész sorozatot élő koncerten, kotta nélkül adta elő, e tekintetben egyedüliként, és élő videófelvételt is készített 2006-ban, Milánóban. Gyakran játszik Godowskyt Borisz Berezovszkij/Boris Berezovsky és Konsztantyin Scserbakov/Konstantin Scherbakov is.
Másik fontos Godowsky-átirat a Renaissance (1906–1909), amely Rameau és Lully-darabok átdolgozását tartalmazza; továbbá a 12 Schubert Songs (12 Schubert-dal, 1927); vagy például Bach hat szóló hegedűre illetve csellóra írt művének átirata ugyanezen hangszerekre, de – természetesen – nem akármilyen hangzásbeli kiegészítésekkel.
Bár átiratai sokkal ismertebbek, Godowsky egy sor lényeges, eredeti művet is komponált. Ő maga a Passacaglia (1927) című művét és bal kézre írt darabjainak gyűjteményét (1930–31) legérettebb kompozícióinak tartotta, bár mindkettő hagyományos harmonizáláson és ellenpontozáson alapul. Kísérletező műnek számít viszont a Java Suite (Phonoramas) (1925), amelyet egy Jáva szigetén tett látogatása után komponált, a gamelán zene hatása alatt. Godowsky egyaránt szívesen írt nagyszabású műveket (mint a Passacaglia, vagy az öttételes E-moll zongoraszonáta, 1911), illetve kisebb darabokból álló sorozatokat, mint például a 46 Miniatures for piano four hands (46 miniatűr, zongorára, négy kézre) és a Triakontameron (alcíme 30 hangulat és kép hármas ütemben).
Godowsky sok eredeti alkotását igen nehezen előadhatónak tartották és tartják. A Passacagliát – amely Schubert VIII. (befejezetlen) szimfóniájának első nyolc ütemén alapul, 44 variációból, kadenciából és egy záró fúgából épül fel – még maga Vladimir Horowitz is eljátszhatatlannak ítélte, mondván hogy hat kézre lenne szüksége az előadásához. Ennek ellenére, ma már több lemezfelvétele is létezik.
Hagyományőrző voltuk dacára, Godowsky szerzeményei hatással voltak Maurice Ravelre és Szergej Prokofjevre is.

## Fogadtatása és hatása
Godowsky egyike volt kora legtöbbre becsült zongoristáinak: hallgatósága, művésztársai és a kritikusok körében egyaránt. Arthur Rubinstein egyszer megjegyezte: „ötszáz évre lenne szükségem, hogy olyan technikám legyen, mint Godowskynak”, míg Ferruccio Busoni úgy tekintette önmagát és Godowskyt, hogy Liszt óta rajtuk kívül senki más nem tett hozzá semmi lényegeset a zongorairodalomhoz és a zongorajátékhoz.
Godowsky elképesztően nehéz átiratai és tökéletes technikája folytán egyik kritikusa, James Huneker így írta le őt: „a pianist for pianists” (egy zongorista a zongoristák számára). Godowsky rajongói között olyan neves zongoristák is voltak, mint Vladimir de Pachmann, vagy Szergej Rahmanyinov, aki – Godowsky lánya, Dagmar szerint – bálványozta apja zenéjét és előadó-művészetét.
Még azok is, akik nem kedvelték Godowsky játékát, elismerték roppant technikai képességeit: Claudio Arrau például az egyik legnagyszerűbb technikájú zongoristának mondta, jóllehet játéka „untatta”, és felpanaszolta, hogy Godowsky „soha nem játszott mezzoforténél erősebben”.
Godowsky széles repertoárja a zene több mint két évszázadát ölelte fel, a kortárs zenétől Rameau-ig és Lullyig, akiknek darabjaiból átiratokat is készített. Bár 1930-ig rendszeresen koncertezett, lámpaláz gyötörte, és különösen nem kedvelte a hangstúdiókat, hasonlóan kora sok előadóművészéhez. Egy alkalommal így írta le a felvételkészítés folyamatát:

„A félelem, hogy valami csekély hibát vétesz, játék közben egyre növekszik; minél jobban sikerült eljátszani az addigiakat, annál erősebb lesz ez a félelem. Rémisztő istenítélet ez, annál inkább az, minél érzékenyebb a művész. Megroppant az egészségem 1930 tavaszán Londonban ezen idegölő tortúrák miatt. Hogyan gondoljak hát az érzelmekre!”

Ebből következően Godowsky legjobb művészi teljesítményei nem a nyilvánosság előtt, vagy a lemezstúdióban születtek, hanem otthon. Hazafelé tartva Godowskytól, egyik este Josef Hofmann így szólt Abram Chasinshoz: „Soha ne felejtsd el, amit ma este hallottál, mindig emlékezz ezekre a hangokra. A világon semmi nem ér föl ezzel. Tragikus, hogy a világ soha nem hallotta Popsyt úgy, ahogy csak ő tud játszani.”
Godowsky híres tanítványai voltak, mások mellett: Paul Wells, Apolinary Szeluto, Jan Smeterlin, Issay Dobrowen és a legjelentősebb: Heinrich Neuhaus, aki Szvjatoszlav Richtert, Emil Gilelszt és Radu Luput tanította.

## Fordítás
- Ez a szócikk részben vagy egészben  a   Leopold Godowsky című angol Wikipédia-szócikk ezen változatának fordításán alapul.  Az eredeti cikk szerkesztőit annak laptörténete sorolja fel. Ez a jelzés csupán a megfogalmazás eredetét és a szerzői jogokat jelzi, nem szolgál a cikkben szereplő információk forrásmegjelöléseként.